# Néstor García Veiga
Néstor Jesús García Veiga (ur. 23 marca 1945 w Arrecifes) – były argentyński kierowca wyścigowy.

## Życiorys
García Veiga urodził się 23 marca 1945 roku, a zaczął ścigać się w lokalnych seriach w 1967 roku, takich jak Turismo Nacional czy Turismo Carretera, gdzie ścigał się samochodami Carlosa Pairettego i Trueno Naranjy. W 1968 roku nie zdołał się zakwalifikować do zawodów Formuły 2 XVII Temporada Argentina. W 1969 roku zadebiutował w serii F1 Mecánica Argentina, w której pierwszy wyścig – w Rafaeli – wygrał w debiutanckim sezonie, zaś w roku 1973 został mistrzem serii. W 1970 roku w wyścigu 1000 km Buenos Aires, w którym dzielił samochód z Teddym Pilettem, załoga ta zajęła czwarte miejsce. W zawodach tych wystartował rok później w barwach zespołu NART, dzieląc pojazd z Rubénem Luisem Di Palmą oraz Samem Poseyem i finiszując na ósmej pozycji. Także w 1971 roku wystartował Ferrari w wyścigu 24h Daytona, który wraz z Luigi Chinettim juniorem ukończył na czwartej pozycji. Ponadto w 1971 roku bez powodzenia uczestniczył w wyścigu Brazylijskiej Formuły 2 Torneio Internacional, a także w nieoficjalnym Grand Prix Argentyny Formuły 1.
W 1973 wraz z Di Palmą wystartował Ferrari 365 w wyścigu 24h Le Mans, gdzie wraz z Di Palmą prowadził w klasie przez 19 godzin, ale mimo to nie ukończył wyścigu. W 1974 roku na krótko wyjechał do Stanów Zjednoczonych, gdzie dołączył do zespoły Francisco Mira i bez sukcesów startował w Formule 5000 oraz wyścigu 6h Watkins Glen. Na przełomie 1974 i 1975 roku testował samochód Berta 1, którym Oreste Berta bez powodzenia planował wejść do Formuły 1. Następnie García Veiga wrócił do Argentyny, gdzie ścigał się w serii Turismo Nacional. W roku 1982 dołączył do CAP, gdzie pozostawał aktywny aż do 1986, kiedy to zakończył karierę.
W trakcie swojej kariery był zgłoszony do 175 wyścigów, z których wygrał 28, a 57 razy zdobywał podium.

## Wyniki w Formule 1
| Legenda oznaczeń w tabelach wyników Wyświetl szablon na nowej stronie | Legenda oznaczeń w tabelach wyników Wyświetl szablon na nowej stronie                                                                     |
| Oznaczenie                                                            | Wyjaśnienie |
| --------------------------------------------------------------------- | --- |
| Złoty                                                                 | Zwycięzca lub mistrzostwo |
| Srebrny                                                               | 2. miejsce lub wicemistrzostwo |
| Brązowy                                                               | 3. miejsce lub II wicemistrzostwo |
| Zielony                                                               | Ukończył, punktował (w klasyfikacji generalnej, gdy zdobył co najmniej jeden punkt na przestrzeni sezonu, poza trzema powyższymi opcjami) |
| Niebieski                                                             | Ukończył, nie punktował (w klasyfikacji generalnej, gdy nie zdobył co najmniej jednego punktu na przestrzeni sezonu)                      |
| Czerwony                                                              | Nie zakwalifikował się (NZ) |
| Czerwony                                                              | Nie prekwalifikował się (NPK) |
| Różowy                                                                | Nie ukończył (NU) |
| Różowy                                                                | Niesklasyfikowany (NS) (w klasyfikacji generalnej, gdy nie został sklasyfikowany w żadnym wyścigu sezonu)                                 |
| Czarny                                                                | Zdyskwalifikowany (DK) |
| Czarny                                                                | Wykluczony (WYK/EX) |
| Biały                                                                 | Nie wystartował (NW) |
| Biały                                                                 | Kontuzjowany (K/INJ) |
| Biały                                                                 | Wyścig odwołany (OD/C) |
| Bez koloru                                                            | Został wycofany (WYC/WD) |
| Bez koloru                                                            | Nie przybył (NP/DNA) |
| Bez koloru                                                            | Nie brał udziału w treningach (NT/DNP) |
| Bez koloru                                                            | Nie został zgłoszony (–) |
| Pogrubienie                                                           | Start z pole position |
| Kursywa                                                               | Najszybsze okrążenie wyścigu |
| †                                                                     | Nie ukończył, ale jego rezultat został zaliczony ze względu na przejechanie więcej niż 90% dystansu wyścigu.                              |
| *                                                                     | Sezon w trakcie |
| 1/2/3                                                                 | Punktowana pozycja w sprincie kwalifikacyjnym                                                                                             |
| Lista systemów punktacji Formuły 1                                    | |

| Rok  | Zespół       | Samochód | Silnik | Wyniki w poszczególnych eliminacjach | Wyniki w poszczególnych eliminacjach | Wyniki w poszczególnych eliminacjach | Wyniki w poszczególnych eliminacjach | Wyniki w poszczególnych eliminacjach | Wyniki w poszczególnych eliminacjach | Wyniki w poszczególnych eliminacjach | Wyniki w poszczególnych eliminacjach | Wyniki w poszczególnych eliminacjach | Wyniki w poszczególnych eliminacjach | Wyniki w poszczególnych eliminacjach | Wyniki w poszczególnych eliminacjach | Wyniki w poszczególnych eliminacjach | Wyniki w poszczególnych eliminacjach | Pkt. | Msc. |
| ---- | ------------ | -------- | ------ | ------------------------------------ | ------------------------------------ | ------------------------------------ | ------------------------------------ | ------------------------------------ | ------------------------------------ | ------------------------------------ | ------------------------------------ | ------------------------------------ | ------------------------------------ | ------------------------------------ | ------------------------------------ | ------------------------------------ | ------------------------------------ | ---- | ---- |
| 1975 |              |          |        | Argentyna                            | Brazylia                             |                                      |                                      | Monako                               | Belgia                               | Szwecja                              | Holandia                             | Francja                              | Wielka Brytania                      | Niemcy                               | Austria                              | Włochy                               | Stany Zjednoczone                    | 0    | NS   |
| 1975 | Oreste Berta | Berta 1  | Ford   | WD                                   | WD                                   | -                                    | -                                    | -                                    | -                                    | -                                    | -                                    | -                                    | -                                    | -                                    | -                                    | -                                    | -                                    | 0    | NS   |